# Sparfvenfeldt
Sparfvenfeldt, alternativt Sparfwenfeldt, var en svensk adelsätt. Den adlades 1651 på nummer 541, och dog ut 1809.

## Historik
Den mest framstående och kände medlemmen av ätten Sparfvenfeldt var Johan Gabriel Sparfvenfeldt som var ceremonimästare och lingvist. 
I september 2020 filmatiserades delar av den Sparfvenfeldtska ätten i programserien Det sitter i väggarna. Med anledning av att ätten har en historisk koppling till den plats som skildrades i programserien, Åbylunds säteri i Romfartuna socken.

## Släktträd i urval
1. Gabriel Sparf var jägmästare hos hertig Johan av Östergötland, och gift med Catharina Andersdotter, dotter av rådmannen i Arboga Anders Göransson.[1]
  1. Johan Gabrielsson Sparf, adlad Sparfvenfeldt, till Åbylund i Romfartuna socken. Född 1618-10-15 i Östergötland. Furir vid livregementet till häst 1642. Korpral därstädes 1643. Kvartermästare 1646. Adlad 1651-08-31. Ryttmästare 1656. Major 1659-01-00. Överstelöjtnant 1673-12-16. Avsked med överstes karaktär 1675. Död 1698-10-15 på Åbylund. Gift 1654 med Christina Uggla, dotter av översten Johan Uggla och Margareta Gyllenmärs.
    1. Johan Gabriel Sparfvenfeldt. Född 1655-07-17 i Åmål. Överceremonimästare vid kungliga hovet 1701. Död 1727-06-02 på Åbylund. Gift 1695-03-26 med Antoinetta Sofia Hildebrand, dotter av kamreraren Henrik Jakob Hildebrand av den adliga släkten Hildebrand och hans 2:a fru Maria Sofia Amya.
      1. Christina, född 1695-12-29, död 1780-02-26 i Stockholm. Gift 1718-01-19 i Romfartuna socken med hovmarskalken Anders von Düben i hans 3:e gifte.
      2. Maria Sofia, född 1697-04-23, död 1744. Gift 1:o 1716 med överstelöjtnanten friherre Carl Fredrik Mörner af Morlanda nr 62. Gift 2:o 1725-04-06 i Romfartuna socken med överstelöjtnanten Johan Leijonberg nr 876.
      3. Johan Henrik Sparfvenfeldt. Född 1698-04-18. Kammarherre 1721. Hovmarskalk, sedan hovstallmästare 1744. Död 1769-09-24 på Åbylund. Gift 1725-09-07 med grevinnan Christina Johanna Lillienstedt, dotter av riksrådet och presidenten Johan Paulin, adlad, friherre och greve Lillienstedt och hans 2:a fru Margareta Törnflycht.
        1. Johan Gabriel, född 1726-12-07. Hovjunkare 1744. Holsteinskt lantråd. Död ogift 1775-02-19 i Kiel.
        2. Henrik Vilhelm, född 1728-12-05. Överste i armén 1772, död ogift 1776-09-20 Munga. Bevistade pommerska kriget.
        3. Margareta Christina Sofia, född 1729-11-30 i Stockholm, död där 1811-05-01. Gift 1756-10-17 i nämnda stad med hovjunkaren Didrik Christian von Conowen.
        4. Hedvig Augusta, född 1731-05-14, död 1810-03-18 i Stockholm. Gift 1:o 1761-06-11 i nämnda stad med sin kusin, överstelöjtnanten greve Knut Posse. Gift 2:o 1774-09-04 med #####Paul Erik Rudebeck.
        5. Ulrika, född 1735-11-05 i Stockholm, död där 1816-07-09. Gift 1769-04-18 på Kulla Gunnarstorp i Allerums socken med majoren Urban Reinhold Palmstruch i hans 2:a gifte.
        6. Fredrik, född 1737-09-11, död 1738-01-22.
        7. Carl Jakob Sparfvenfeldt. Född 1739-12-06. Majors avsked 1770. Död 1809-04-27 på Ransta och slöt ätten på svärdssidan. Gift med Hedvig Maria Posse, dotter av hovmarskalken greve Carl Posse och Helena Ulrika Falkenberg af Bålby.
          1. Johan Gabriel, född 1772-07-02, på Åbylund, död där 1772-09-09.

        8. Eva Maria, född 1741-04-27, död 1743-08-31.
        9. Lovisa Beata, född 1746-01-07, död 1817-06-20 i Stockholm. Gift 1765-05-30 i nämnda stad med sin kusin, landshövdingen greve Carl Vilhelm Leijonstedt i hans 3:e gifte.

      4. Antoinetta Dorotea, född 1699-08-01, levde änka 17362. Gift 1718 med kammarherren vid svenska hovet greve Otto Ludvig Ehrenreich Rindsmaul.
      5. Henrik Jakob, född 1700-07-30, död s. å. 13/12.
      6. Beata Ester, född tvilling 1701-12-31, död 1774-08-15 Aske. Gift 1718-05-27 med kammarherren greve Carl Jakob Leijonstedt.
      7. Margareta Elisabet, född tvilling 1701-08-31, död 1764-11-08 Runstorps socken. Gift 1719-08-27 i Romfartuna socken med envoyén greve Axel Reenstierna.
      8. Carl Fredrik, född 1702-09-17. Död vid ett universitet i Tyskland.
      9. Jakob Henrik, född 1703-11-04. Lantråd i Mecklenburg. Död barnlös omkring 1754. Gift med en mecklenburgisk fröken vid namn Grabe.